# Namibia Central Intelligence Service
Der Namibia Central Intelligence Service (NCIS), auch Namibian Central Intelligence Service, ehemals auch Namibia Central Intelligence Organization (NCIO), ist der Nachrichtendienst des Staates Namibia. Er hat seinen Hauptsitz in Windhoek und Büros in den Regionen von Namibia.
Grundlage des NCIS ist der Intelligence Act aus dem Jahr 1997, wonach praktisch keinerlei Informationen über den Nachrichtendienst an die Öffentlichkeit gelangen müssen bzw. dürfen. Der NCIS erhält sein Budget vom Büro des Staatspräsidenten.

## Skandal 2018/19
Der Kauf zahlreicher Farmen durch den NCIS im Land hatte 2018/19 zu einem öffentlichen Aufschrei geführt. Die Farmen wurden dann privat genutzt. Das Obergericht wies dabei in einem Urteil den NCIS in seine Schranken und stellte sich auf die Seite der Pressefreiheit. Hintergrund waren Veröffentlichung der Wochenzeitung The Patriot, die die NCIS als Verschlusssache ansah.